# Янбеков Рамазан Фатхуллович
Рамазан Фатхуллович Янбеков (башк. Рамаҙан Фәтхулла улы Йәнбәков) — співак. Народний (1982) і заслужений (1971) артист Башкирської АРСР.

## Біографія
Янбеков Рамазан Фатхуллович народився 15 березня 1934 року в селі Баїшево Баймацького району Башкирської АРСР. Навчався в школах с. Баїшево, с. 1-е Іткулово. Зі шкільних років виступав у концертах художньої самодіяльності.
У 1957-1959 рр. був солістом хору Комітету по радіомовленню і телебаченню при Раді міністрів Башкирської АРСР.
У 1961 році закінчив біологічний факультет Башкирського державного університету й у тому ж році став викладачем Уфимського музично-педагогічного училища.
У 1963—1994 рр. був солістом-вокалістом Башкирської державної філармонії, керував концертною бригадою.

### Творча діяльність
Рамазан Янбеков виконував пісні в жанрі узун-кюй і володів красивим голосом своєрідного багатого і м'якого тембру. Їздив з гастролями по всьому Радянському Союзу. В репертуарі співака такі башкирські народні пісні, як «Абдрахман кантон», «Ерян-кашка», «Ільяс», «Салимакай», «Сибай», «Уйыл», «Шаура», «Эльмалек», «Юлготло» та інші. Також до його репертуару увійшли пісні та романси композиторів Х.Ф. Ахметова, М.М. Валєєва, З.Г. Ісмагілова, Т.Ш. Карімова, Ш.З. Кульборисова та інших.
Поряд з Ішмуллой Дільмухаметовим, Сулейманом Абдулліним, Мадкурою Ахмадєєвою, Гільманом Сафаргаліним та іншими, Рамазан Янбеков визнаний одним з яскравих представників башкирської школи народного виконавства.

## Звання та нагороди
- Заслужений артист Башкирської АРСР (1971);
- Народний артист Башкирської АРСР (1982);
- Лауреат музичного телевізійного фестивалю «Кришталевий соловей» (2004);
- Почесна грамота Республіки Башкортостан (2004)[4].